# Gondi
I Gondi sono una nobile famiglia di diplomatici e banchieri di origine fiorentina, stabilitasi nel XV secolo in Francia, dove ascese al rango ducale.

## Storia

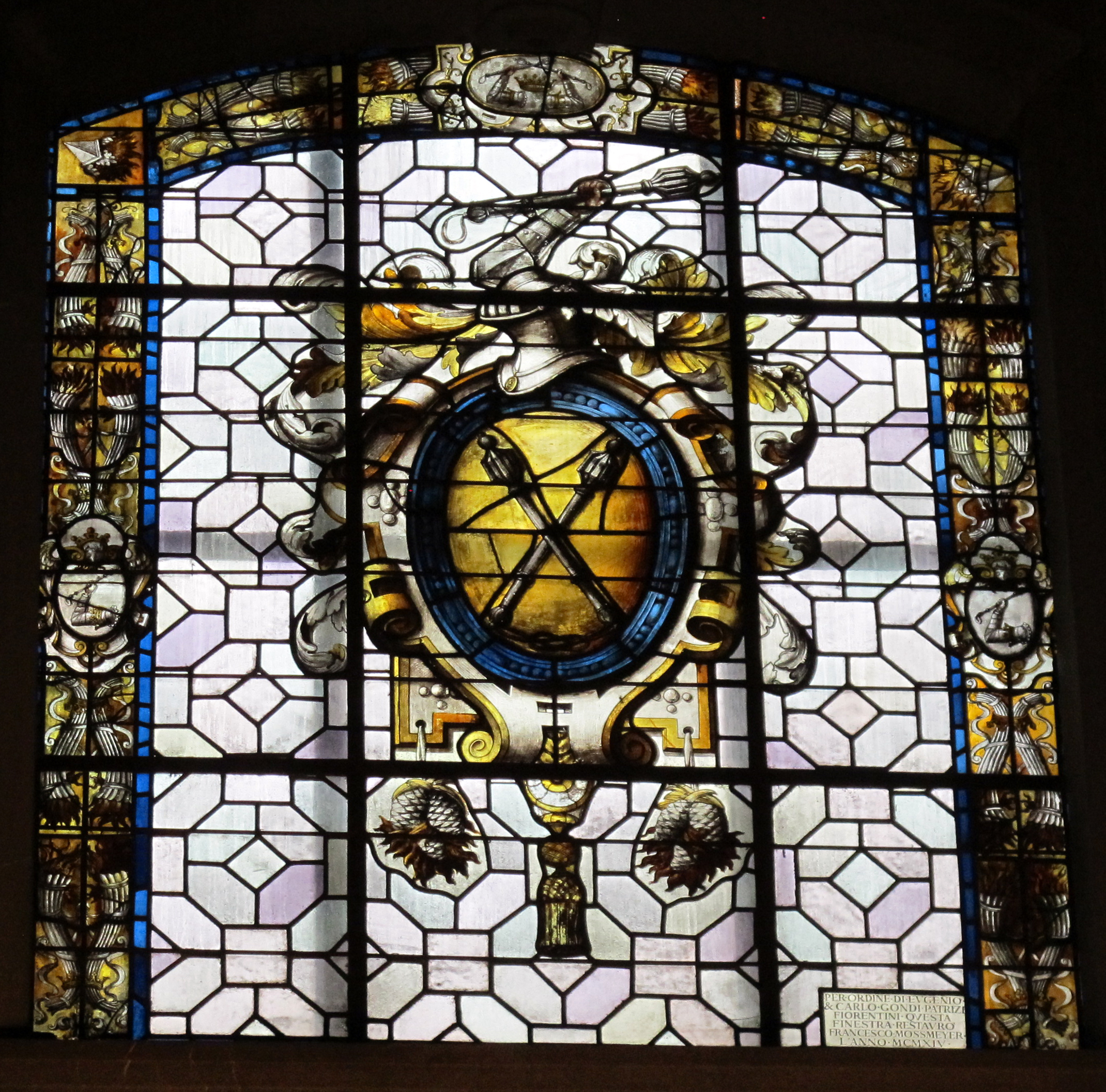
Stemma dei Gondi nella cappella di San Luca nella chiesa di Santa Maria Novella, Firenze

### Origini
La tradizione indica i Gondi discendenti dei Filippi, cavalieri sotto Carlo Magno, che Dante citò tra le più antiche famiglie di Firenze nel colloquio con Cacciaguida in Paradiso.
Il più antico membro noto della casata, originario di San Cresci in Val Cava (Mugello), è Orlando di Bellicozzo, nel consiglio del Comune nel 1197. Il suo bisnipote, Gondo di Ricovero, diede poi il suo nome ai discendenti (come accadeva spesso, "di Gondo" divenne "Gondi", da genitivo latino); il suo nome compare nel 1241, quando negoziò un trattato tra Genova e Firenze. Da allora la famiglia collezionò varie cariche pubbliche, dando alla Repubblica, tra il 1436 e il 1530, diciotto priori e un Gonfaloniere di Giustizia; numerosi furono poi i podestà nelle città assoggettate a Firenze, quali Prato, Pistoia, Scarperia, Castelfiorentino, Val d'Era e Montepulciano.

### Ascesa a Firenze

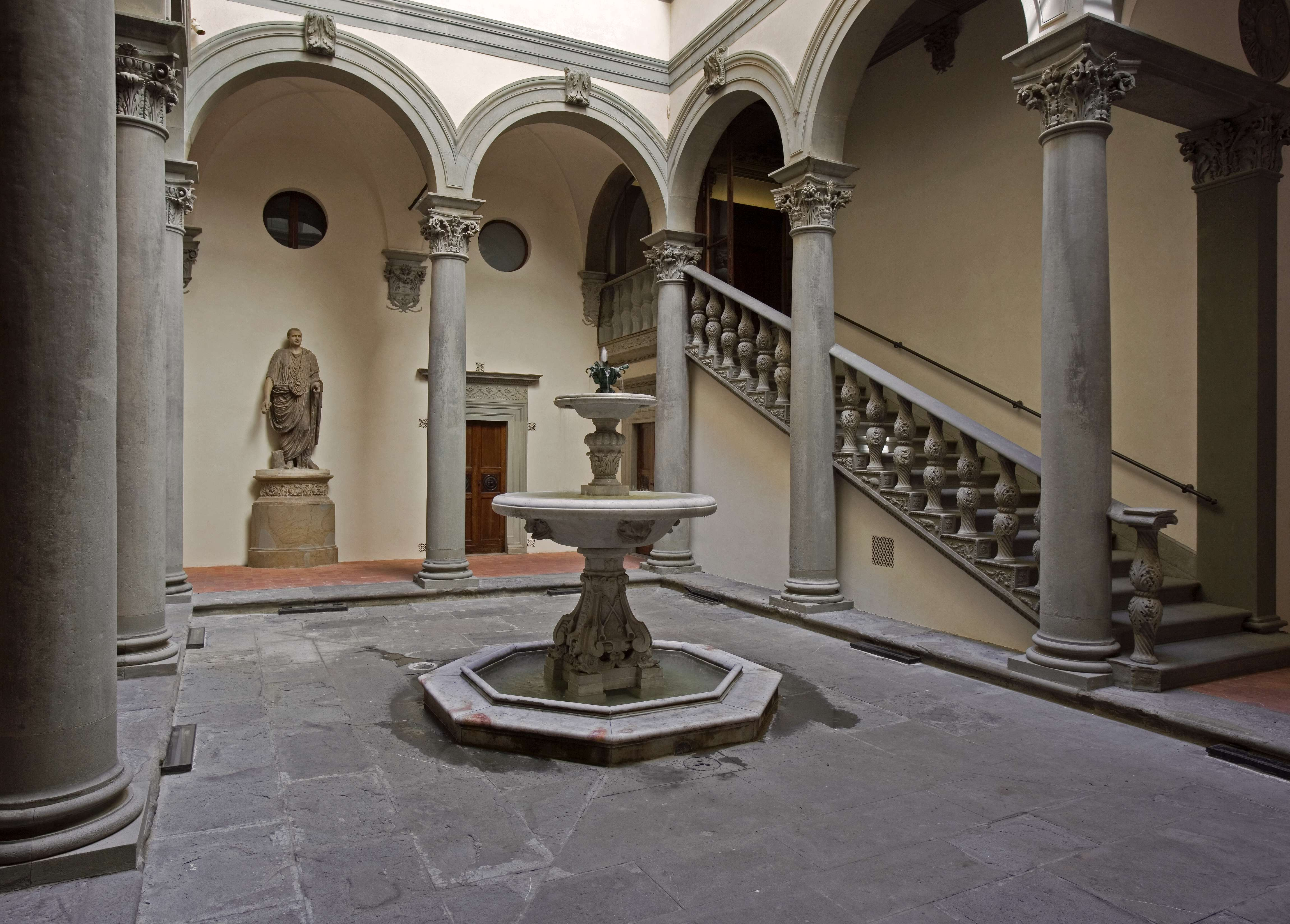
Cortile di palazzo Gondi a Firenze

Una figura di spicco fu Giuliano Gondi il Vecchio (1421-1501), che nel 1460 fu ambasciatore ad Urbino e in seguito divenne tesoriere di re Alfonso di Napoli e, nel 1468, Alto Priore e Signore della Repubblica. Fu lui a commissionare a Giuliano da Sangallo, architetto di corte a Napoli, il palazzo in piazza San Firenze e la cappella in Santa Maria Novella. Il re inoltre avrebbe voluto crearlo duca, ma egli declinò, fregiandosi però da allora della corona ducale sul suo stemma, in memoria dell'episodio. La sua familiarità con la corte napoletana era tale che, quando Giuliano divenne padre (8 gennaio 1468), il re Ferdinando I avrebbe voluto portare a battesimo il nuovo nato, ma nell'impossibilità di recarsi a Firenze fece sì che fosse delegato, in sua vece, Lorenzo il Magnifico. Il fanciullo fu così battezzato Alfonso Lorenzo Gondi. Anche il fratello di Giuliano, Antonio (1443-1486?), ricoprì importanti incarichi politici a Firenze.
In quegli anni controversi, per la loro appartenenza ghibellina, i Gondi solamente dal 1438 rivestirono cariche pubbliche. Fra' Marco Gondi vestì l'abito dalle mani del Savonarola e partecipò alla difesa del Convento di San Marco dall'assalto degli Arrabbiati. Girolamo e Bartolomeo di Bernardo Gondi ebbero carte del Savonarola e le custodirono gelosamente.
Le fortune del casato crescevano, e da artigiani "battiloro" erano ormai diventati banchieri affermati che potevano vantare sedi della propria impresa commerciale a Firenze, a Napoli, a Lione, a Lisbona e a Siviglia.

### In Francia

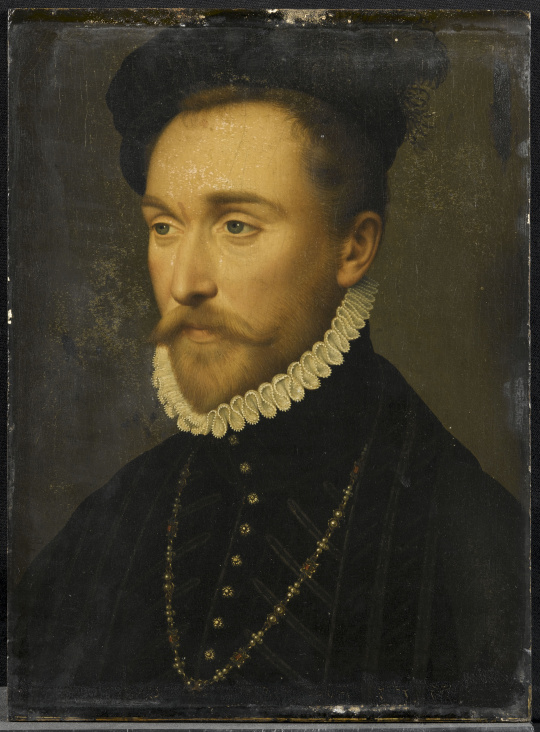
Alberto Gondi

Furono proprio due figli di Antonio, Girolamo (1472-1557) e Guidobaldo detto Antonio (1486-1560), a stabilirsi a Lione come banchieri, guadagnandosi presto la stima della futura regina di Francia, la fiorentina Caterina de' Medici. Girolamo nel 1543 ampliò l'Hôtel d'Aulnay facendone un castello con seicento ettari di parco, ribattezzato Saint-Cloud; fece inoltre ampliare a Firenze una casatorre in Santa Maria Maggiore nell'attuale via de' Pecori, facendone quello che poi venne chiamato palazzo dei Gondi di Francia, oggi noto come palazzo Orlandini del Beccuto.
Suo fratello Guidobaldo Antonio invece, che è ritenuto il capostipite del fortunato ramo francese, riuscì a sposare nel 1516 Marie Caterine de Pierre-Vive, figlia del ciambellano di corte Nicolas, e a entrare a servizio di Caterina, che gli donò la baronia di Perron. Per lei e per il duca d'Angiò fu amministratore e Maestro di Palazzo, mantenendo l'incarico anche quando il duca fu incoronato re col nome di Enrico II. Fu Antonio a finanziare il primo viaggio di Giovanni da Verrazzano verso le "Indie", con cui furono scoperte la baia di New York e la Florida: per questo il navigatore decise di battezzare un isolotto, all'imboccatura della baia di New York, in onore della moglie di Gondi "Pietra Viva" (Pierre-Vive). Marie de Pierre-Vive fu una fedele aiutante di Caterina durante tutta la vita: le consigliò ad esempio di creare i giardini all'italiana delle Tuileries, dei quali studiò anche un disegno.
Suo figlio Alberto (1522-1602) sposò nel 1565 Claudia Caterina di Clermont, vedova ed erede del barone di Retz, che riuscì a trasformare la baronia di Retz in ducato, ottenendo anche il marchesato di Belle-Isle. Questo ramo francese dei Gondi si estinse con Paola Francesca di Pietro (1602-1676), che portò nella casa del marito, Francesco Emanuele duca di Lesdiguières, titoli e ricchezze.
Dal ramo primogenito del fratello maggiore di Antonio, Girolamo, nacquero Giovanni Battista (1501-1580), pure Maestro di Palazzo, e Francesco Maria (n. 1503), ambasciatore, il cui pronipote, Pietro Ferdinando (1658-1699), conte di Vic, fu l'ultimo esponente del ramo. Antonio invece ebbe tre figli: Alberto (1522-1602), maresciallo di Francia nel 1573, barone e poi duca di Retz e di Belle Île; Pietro (1532-1616), vescovo di Langres e vescovo di Parigi, cardinale (dal 1587) e ambasciatore a Roma (1595); Carlo (1536-1574), che fu marchese di Belle Île e generale delle galere (una sorta di ministro plenipotenziario della Marina).

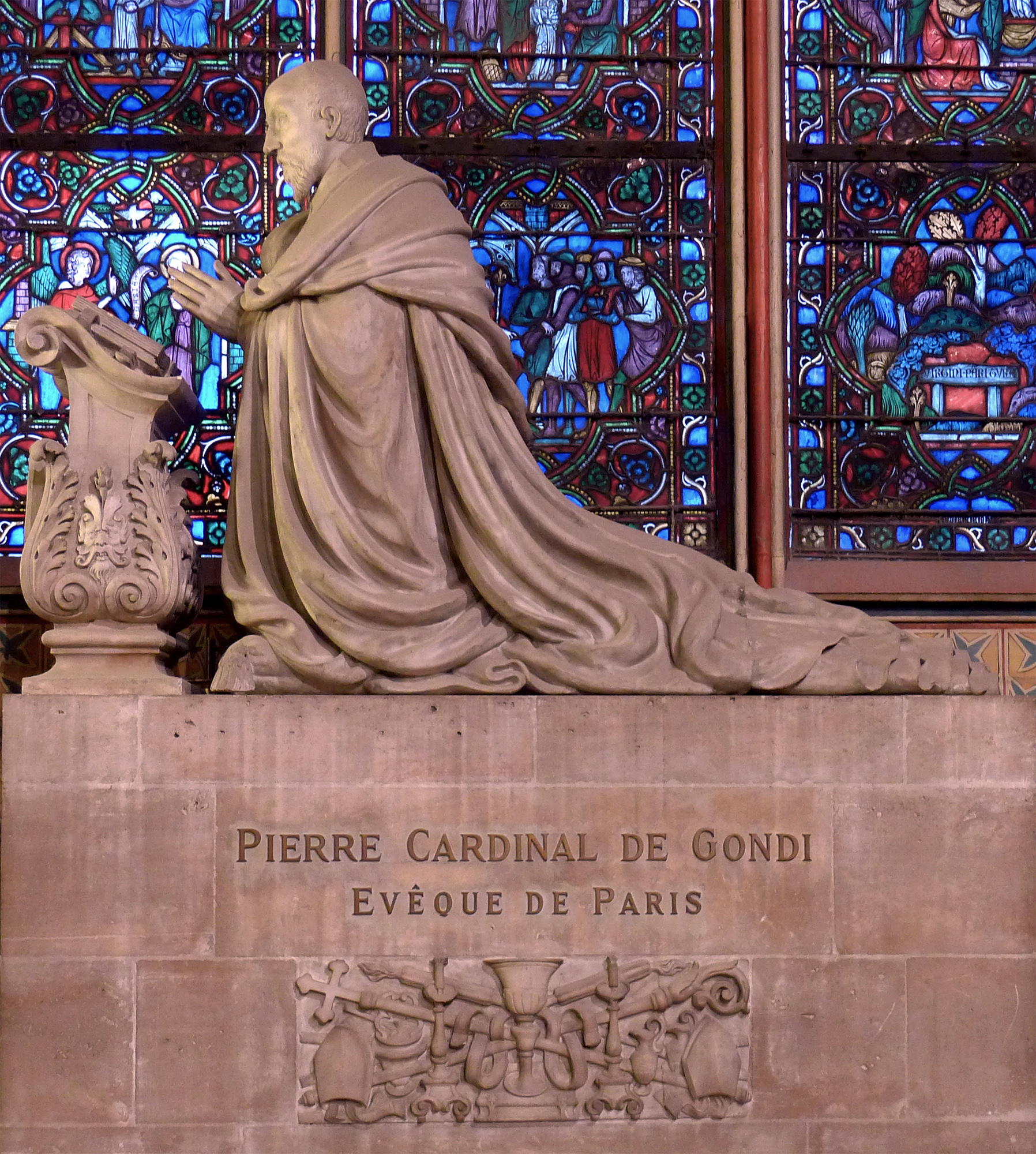
Cattedrale di Notre-Dame de Paris Cappella de Notre-Dame-des-Sept-Douleurs - scultura di Pierre de Gondi, arcivescovo, orante

Alberto in particolare, sposando Claudia Caterina di Clermont-Dampierre, dama di Caterina e vedova del duca Jean de Annabaut di Retz, acquisì con il matrimonio grandi ricchezze e titoli, arrivando anche a possedere una parte del castello di Versailles. Il ruolo della famiglia nella società francese del tempo aveva raggiunto un'importanza tale che Alberto fu scelto da Carlo IX per rappresentarlo nel matrimonio per procura con Elisabetta d'Austria, figlia dell'imperatore Massimiliano II: in virtù di questo ed altri servigi, il 10 luglio 1573, il sovrano lo insignì del titolo di Maresciallo di Francia, diventandone il consigliere privato e primo gentiluomo di palazzo. Suo fratello Piero fu vescovo di Parigi, venendo sepolto, accanto ad Alberto, in un monumento funebre nella cappella Gondi nell'abside della cattedrale di Notre-Dame.
È stato scritto che Alberto Gondi, maresciallo di Retz, antico precettore del giovane sovrano Carlo IX, venne ritenuto dalla madre Caterina, fra tutti quelli pronti alla carneficina degli Ugonotti, l'unico che potesse convincere lo stesso re di approvare la decisione in merito alla strage. «L'antico precettore del giovine sovrano era così amato che per lui la porta era sempre aperta. (...) fu veramente la persona che con fine dialettica e indiavolata scaltrezza di psicologo riuscì a guadagnare definitivamente l'animo del re ai voleri del consiglio» del 23 agosto 1572, a cui erano presenti in tutto tre italiani, come «osserva il Bordier (...) che hanno tanto pesato in uno degli avvenimenti più memorabili e sinistri della storia di Francia. (...) Non fu chiamata, la notte di San Bartolomeo,  (...) le crime italien?».
Alberto ebbe quattro figli: Carlo (1569-1596), marchese di Belle Île, marito di Antonietta d'Orléans-Longueville; Enrico (1572-1622), arcivescovo di Parigi e cardinale, capo del consiglio di Luigi XIII; Filippo Emanuele (1581-1662), conte di Joigny, marchese di Belle Île, Capitano delle galere, che per i suoi figli ebbe come precettore san Vincenzo de Paoli; Giovanni Francesco (1584-1654), primo arcivescovo di Parigi.

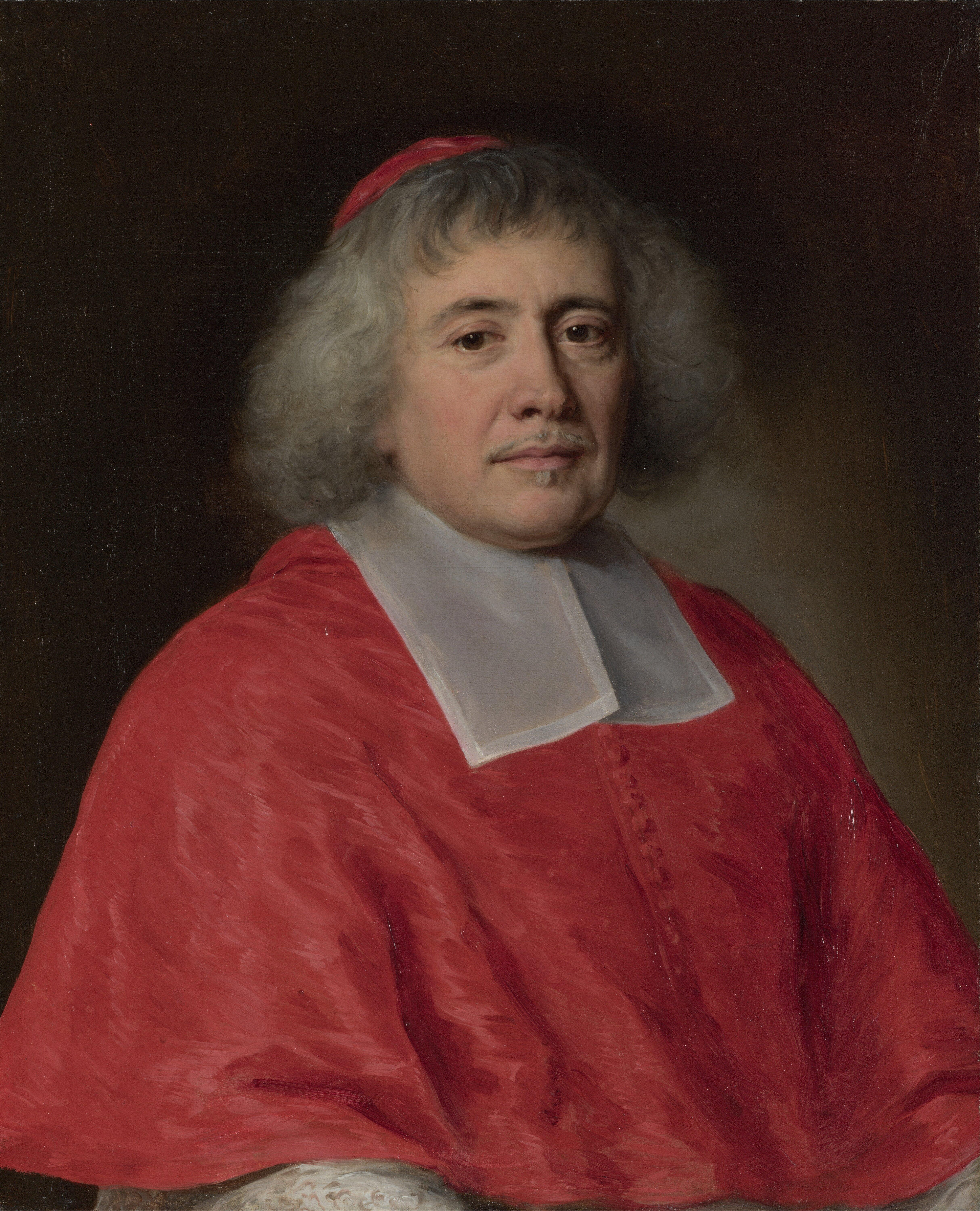
Jean-François Paul de Gondi

Filippo Emanuele continuò la dinastia con Pierre (1602-1676), duca di Retz, per aver sposato la cugina Caterina, e con Giovan Francesco Paolo (1613-1679), arcivescovo di Parigi e cardinale, organizzatore della fronda contro il cardinale Mazzarino.
Pietro ebbe solo eredi femmine, tra cui: Paola Francesca (1655-1716), la primogenita, duchessa di Retz, che sposò, nel 1675, François marchese di Créqui, duca di Lesdiguières e governatore del Delfinato, e Maria Caterina Antonietta (1648-1716), monaca dell'ordine delle Benedettine di Nostra Signora del Calvario, di cui fu anche superiora generale. Con la morte di Maria Caterina Antonietta si estinse il ramo francese della famiglia, che aveva contato un Consigliere del re, un primo Ministro di Stato, un Generalissimo di tutte le armate, sette cavalieri dello Spirito Santo, un Generale delle Galere, due ambasciatori, tre cardinali e quattro arcivescovi di Parigi.
```
Guidobaldo Gondi
 (1486-1560)
= Maria Caterina di Pierrevive
|
|- 
Alberto Gondi
 (1522-1602), duca di Retz
|  = 
Claudia Caterina di Clermont
 (1543-1603)
|  |
|  |- 
Charles de Gondi
 (1569-1596)
|  |  = 
Antonietta d'Orléans-Longueville
 (1572-1618)
|  |  |
|  |  |- 
Henri de Gondi (1590-1659)
, duca di Retz
|  |  |  =  Jeanne de Scépeaux (1588-1620)
|  |  |  |
|  |  |  |- 
Catherine de Gondi
 (1612-1677), duchessa di Retz
|  |  |  |  = 
Pierre de Gondi
 (1602-1676), duca di Retz
|  |  |  |
|  |  |  |- Marguerite-Françoise de Gondi (1615-1670)
|  |  |     = 
Luigi di Cossé-Brissac
 (1625-1661)
|  |  |
|  |  |- Eleonora de Gondi (?-1600)
|  |
|  |- 
Henri de Gondi
 (1572-1622), cardinale
|  |
|  |- 
Philippe Emmanuel de Gondi
 (1581-1662)
|  |  = Françoise Marguerite de Silly (1584-1625)
|  |  |
|  |  |- 
Pierre de Gondi (1602-1676)
, duca di Retz
|  |  |  = 
Catherine de Gondi
 (1612-1677), duchessa di Retz
|  |  |  |
|  |  |  |- Marie-Catherine Antoinette (1648-1716)
|  |  |  |
|  |  |  |- 
Paule-Marguerite Françoise de Gondi
 (1655-1716), duchessa di Retz
|  |  |     = François Emmanuel de Blanchefort-Créquy (1645-1681)
|  |  |
|  |  |- Henri (1610-1622)
|  |  |
|  |  |- 
Jean-François Paul de Gondi
 (1613-1679), cardinale
|  |
|  |- 
Jean-François de Gondi
 (1584-1654), arcivescovo
|
|- 
Pierre de Gondi
 (1533-1616), cardinale
```

### Il ramo fiorentino
Nel frattempo anche a Firenze la famiglia continuò ad avere un ruolo di rilievo nella società dell'epoca, imparentandosi nel tempo con le maggiori casate d'Italia e di Francia, come i Savoia, gli Orléans, i Medici, gli Albizzi, gli Antinori, gli Strozzi. Il ramo è tuttora esistente e abita ancora palazzo Gondi nel centro della città. Bernardo di Antonio (n. 1482), priore nel 1527, sposò Caterina di Pier Filippo Tornabuoni, e i suoi figli Bartolomeo (n. 1518) e Amerigo (n. 1530) sono i capostipiti di due rami della famiglia. Francesco (n. 1718) di Angiolo Antonio, della linea di Amerigo, sposò Teresa, figlia del balì Giovan Battista Gianfigliazzi.
Tra le attività familiari spicca oggi la produzione di vino Chianti Rufina e di olio extra-vergine d'oliva nelle antiche tenute familiari di Bossi (Pontassieve) e Volmiano (Calenzano).

### Il ramo romano

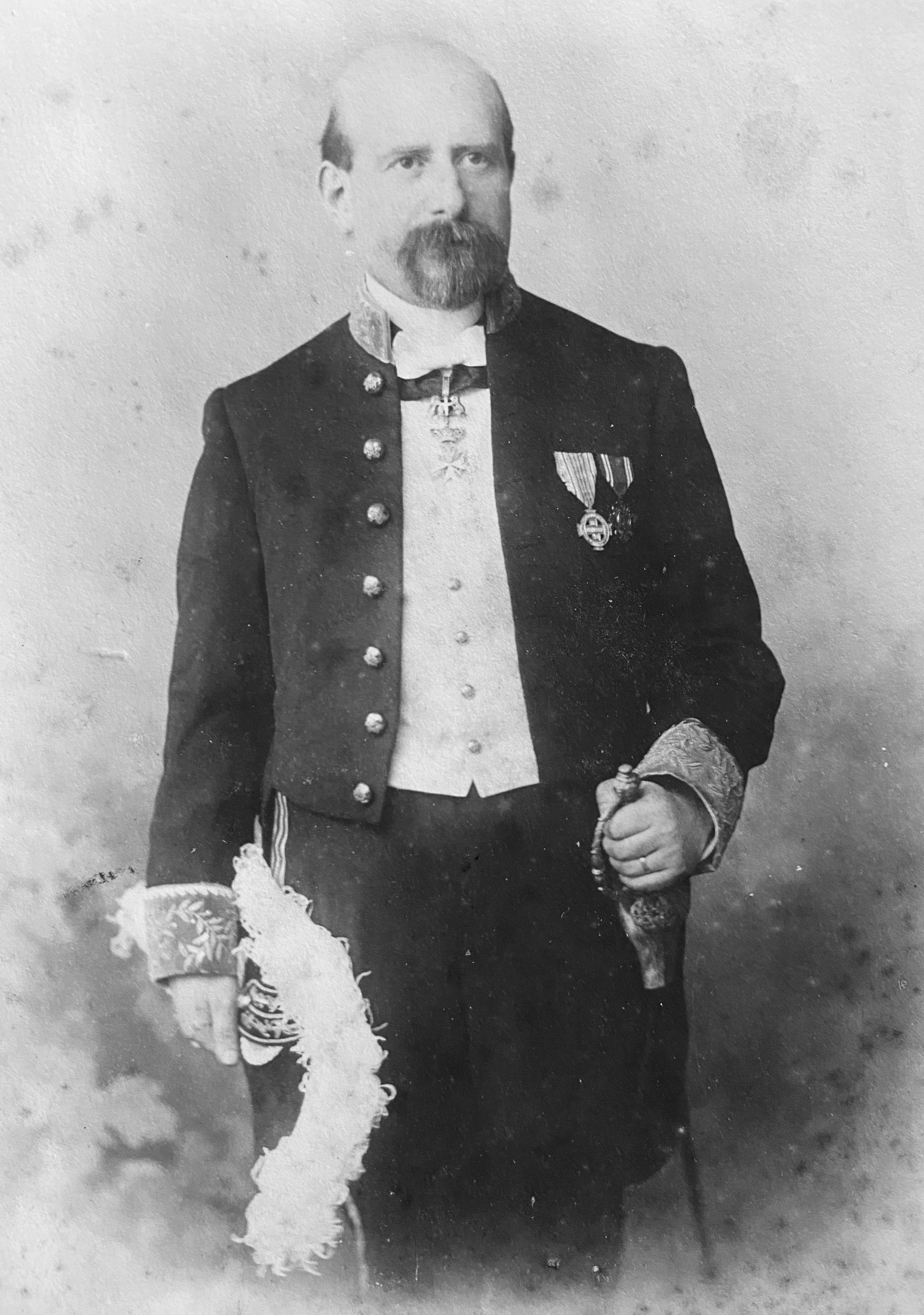
Ramo romano: il comm. Augusto Grossi Gondi (1863-1939), figlio di Candida Gondi, Cameriere d'onore di spada e cappa di Sua Santità, cavaliere dell'Ordine Piano, commendatore con placca dell'Ordine di San Gregorio Magno

Affari commerciali e vicinanza alla Santa Sede portarono prelati e altri membri della famiglia a stringere sempre più stretti legami con Roma, dove stabilizzandosi acquistarono proprietà immobiliari, cappelle, vigne e terreni. Benefattori munifici, sono presenti a Roma monumenti sepolcrali di membri della famiglia nella chiesa di San Giovanni della Malva in Trastevere, di Santa Maria in Monterone, nella Cappella del Santissimo Cuore di Gesù Agonizzante nel Campo Verano; una targa attestante la proprietà di Filippo Gondi è sul prospetto di una casa in via dei Coronari, tratto dell’antica via Recta, diretto collegamento col Vaticano e sito nella zona del rione VII Ponte, connotata nel Rinascimento proprio dalla presenza di botteghe di battiloro. Il Gondi fece costruire l’edificio alla fine del 1600, con l’idea - non comune per quell’epoca - di metterla a reddito: viene menzionata dai libri di storia dell’architettura tra i primi esempi di casa d’affitto; grandi botteghe al piano stradale e appartamenti collegati ai piani superiori con una scala in pietra; fontane, lavatoi e cantine. Di particolare interesse in facciata è la monumentale edicola sacra dell'Assunta, del XVIII secolo, con ricco baldacchino, che le cronache registrano essere stata fatta spostare di un ordine superiore di finestre dal proprietario, membro della famiglia Gondi, per impedirne il ripetuto lancio di sassi da parte della soldataglia durante l’invasione francese del 1798.
Col matrimonio di Candida Gondi, ultima discendente della famiglia fiorentina, ha inizio la casata romana dei Grossi Gondi, i cui primogeniti, laici, si sono succeduti nel Servizio Diplomatico presso la Santa Sede: Camerieri d’onore di Spada e Cappa di Sua Santità, nella Corte Pontificia, fino alla sua abolizione da parte di Paolo VI nel 1968, poi Gentiluomini di Sua Santità e Commendatori con placca dell’Ordine di San Gregorio Magno. Al figlio di Candida, Felice Grossi Gondi (1860-1923), insigne archeologo, è stata dedicata (1938) una strada nel quartiere Nomentano di Roma.

## Arma
D'oro a due mazze d'arme di ferro, legate di rosso, passate in croce di Sant'Andrea.